# Paul Coffey
Paul Douglas Coffey (Toronto, 1º giugno 1961) è un ex hockeista su ghiaccio canadese.

## Biografia
Nel corso della sua carriera ha giocato con North York Rangers (1977-78), Kingston Canadians (1977-78), Sault Ste. Marie Greyhounds (1978-1980), Kitchener Rangers (1979-80), Edmonton Oilers (1980-1987), Pittsburgh Penguins (1987-1992), Los Angeles Kings (1991-1993), Detroit Red Wings (1992-1996), Hartford Whalers (1996-97), Philadelphia Flyers (1996-1998), Chicago Blackhawks (1998-99), Carolina Hurricanes (1998-2000) e Boston Bruins (2000-01).
Con la nazionale canadese ha vinto tre Canada Cup (1984, 1987 e 1991) e ha conquistato una medaglia d'argento alla World Cup nel 1996. Si è aggiudicato per ben tre volte il premio James Norris Memorial Trophy (1985, 1986 e 1995) e nel 2004 è stato inserito nella Hockey Hall of Fame.